# (410928) Maidbronn
(410928) Maidbronn es un asteroide perteneciente al cinturón de asteroides, descubierto el 28 de septiembre de 2009 por el astrónomo B. Haeusler desde Maidbronn (Alemania).

## Designación y nombre
Designado provisionalmente como 2009 ST242. Fue nombrado en homenaje a la provincia alemana de Maidbronn.